# Bizon Rekord

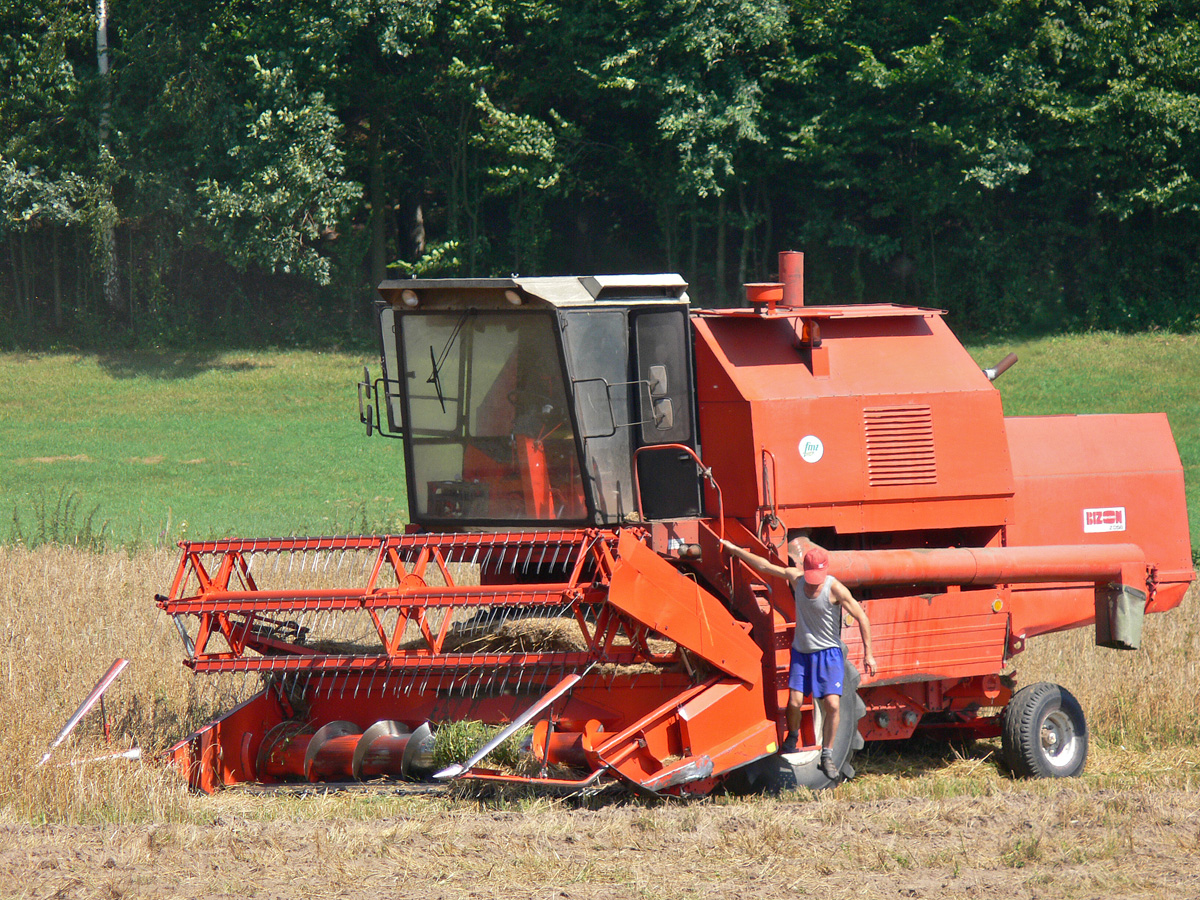
Bizon Z058 Rekord

Bizon Rekord to kombajn zbożowy produkcji polskiej z rodziny Bizon, oznaczony jako Z058, służy do zbioru podstawowych zbóż, rzepaku (z przystawką), a po zmianie zespołu żniwnego – kukurydzy.
Kombajn był produkowany w latach 1980–2004 w Fabryce Maszyn Żniwnych w Płocku, obecnie fabryka nosi nazwę Case New Holland w Płocku. Ulegał wielokrotnym modernizacjom z pozostawieniem bez zmian głównych zespołów. Na zamówienie montowany był szarpacz słomy.
Najważniejsze rozwiązania konstrukcyjne:
- zespół żniwny o szerokości roboczej 4,2 m,
- mechaniczny lub hydrauliczny napęd nagarniacza,
- napęd zwrotny zespołu żniwnego,
- przeniesienie napędu na koła jezdne:
  - odciążona skrzynia biegów ze zwolnicami przykołowymi,
  - mechaniczna, sterowana hydrostatycznie, bezstopniowa przekładnia,
- mechaniczna, sterowana hydrostatycznie, bezstopniowa przekładnia napędu młocarni,
- silnik wysokoprężny z turbodoładowaniem o mocy 88 kW (120 KM lub 125 KM w latach 1980-1984),
- hydraulicznie otwierana rura opróżniająca zbiornik ziarna,
- duża powierzchnia sit 2,92 m²,
- zbiornik ziarna o pojemności 3,5 m³ (do 2,7 ton pszenicy),
- zapewnia wysoką czystość zbieranego ziarna,
- małe zużycie paliwa, co gwarantują niskie koszty eksploatacji,
- elementy sterowania łatwo dostępne oraz spełniają wymogi ergonomii,
- wózek do transportu zespołu żniwnego podczas poruszania się po drogach publicznych.

Zespół żniwny:
- szerokość robocza: 4,2 m
- napęd nagarniacza: mechaniczny/hydrauliczny
- średnica nagarniacza: 1000 mm
- prędkość obrotowa nagarniacza:

- z napędem hydraulicznym: 0-40 obr./min
- z napędem mechanicznym: 16-42 obr./min
- regulacja położenia zespołu żniwnego: hydrauliczna

Zespół młócąco czyszczący:
- szerokość mocarni: 1280 mm
- średnica bębna młócącego: 600 mm
- prędkość obrotowa bębna: 520-1100 obr./min
- system separacji ziarna: wytrząsacze klawiszowe
- liczba klawiszy wytrząsacza: 5 szt.
- długość klawiszy wytrząsacza: 4030 mm
- powierzchnia wytrząsacza: 4,52 m²
- sita czyszczące: żaluzjowe, nastawne
- powierzchnia sit: 2,92 m²

Zbiornik ziarna:
- pojemność: 3,5 m³
- otwieranie rury wyładowczej: hydrauliczne

Silnik:
- Andoria 6CT107
- moc silnika: 88 kW (120KM)
- prędkość obrotowa: 2200 obr./min
- pojemność zbiornika paliwa: 240 l

Układ elektryczny:
- napięcie instalacji elektrycznej: 24 V
- pojemność akumulatorów: 2x165 Ahx12 V

Wymiary i masa kombajnu:
- w pozycji roboczej:

- szerokość 4630 mm
- długość 8770 mm
- w pozycji transportowej:

- szerokość 3200 mm
- długość 12600 mm
- wysokość z kabiną: 3950 mm
- masa: 8200 kg

Wymiary ogumienia:
- przednie: 23.1-26
- tylne sterowane: 11.5/15

Nowsze modele wyposażone były w:
- joystick sterowniczy ułatwiający zmianę parametrów pracy,
- komputer pokładowy typu LH 965 AGRO z mikrokontrolerem SAB ©552 i wyświetlaczem graficznym LCD firmy Siemens,[2]
- rozdrabniacz, który tnie słomę na odcinki długości 30-100 mm i rozrzuca ją równomiernie na powierzchni pola.